# Активная подвеска

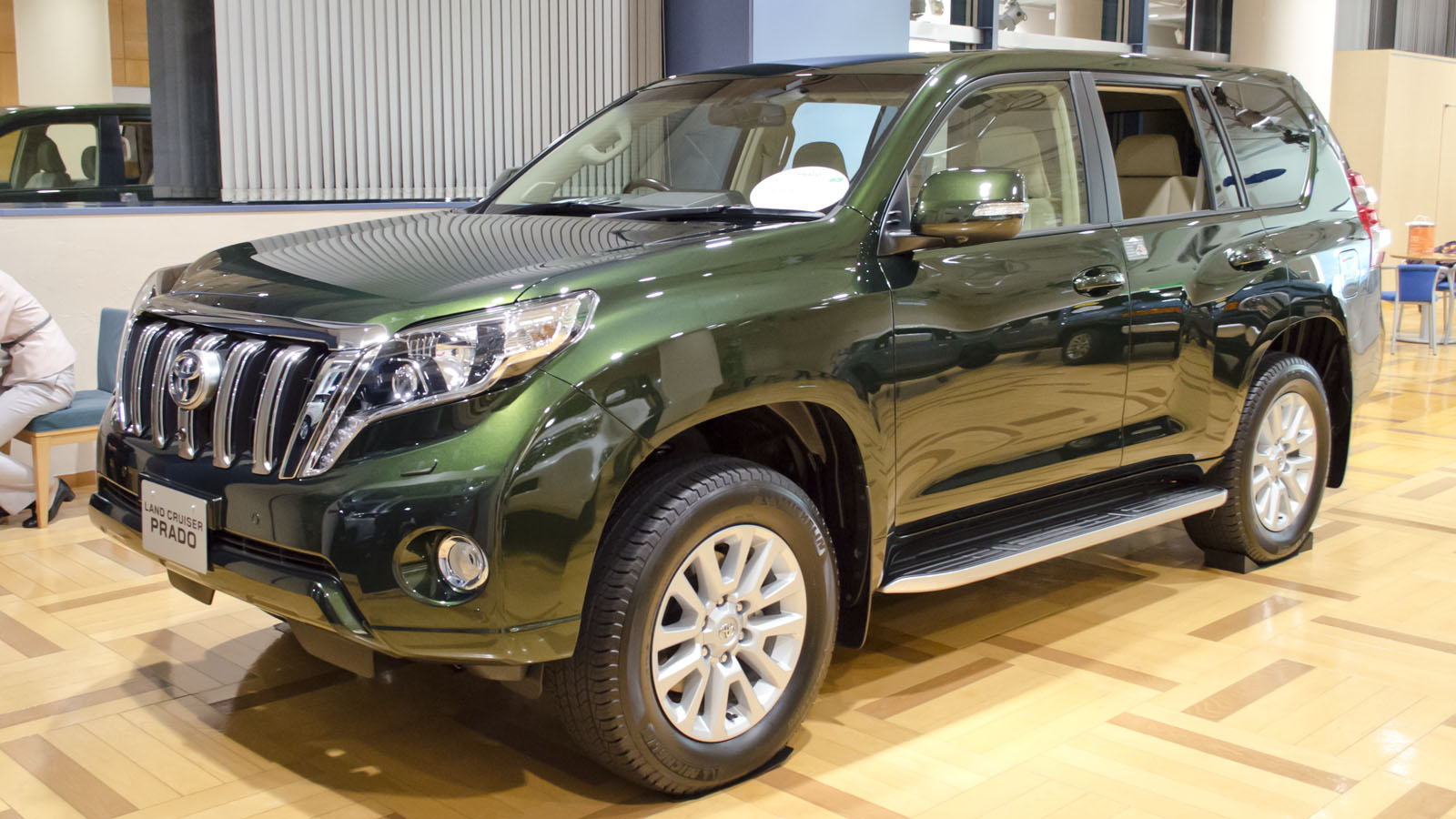
Toyota Land Cruiser Prado 4-го поколения (J150) имеет систему KDSS — одну из разновидностей гидравлической активной подвески

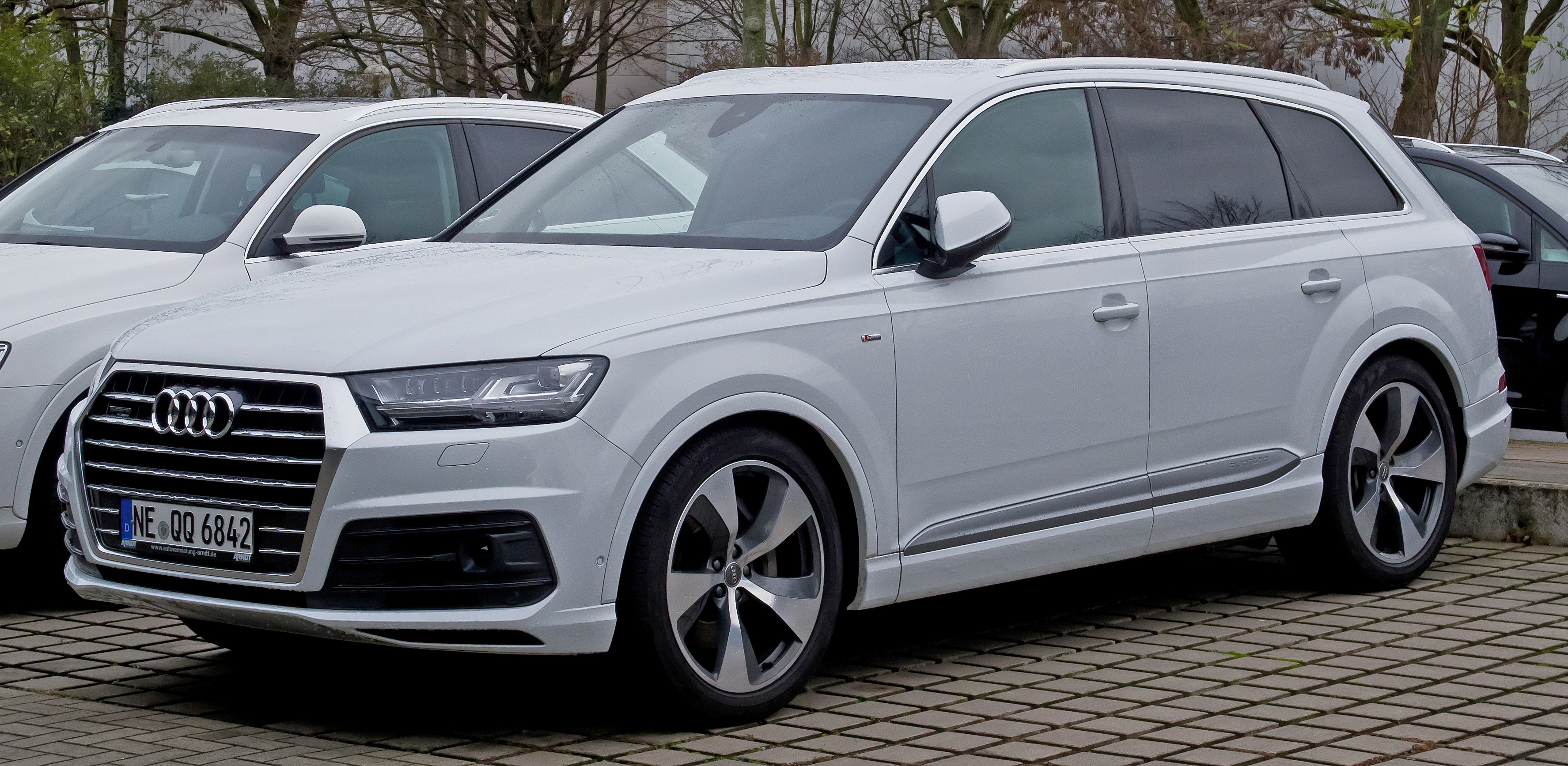
Audi Q7 имеет систему ACC — пневматическую активную подвеску

Активная или адаптивная подвеска — активная система подрессоривания автомобиля, которая управляет вертикальным перемещением колёс относительно кузова. Система позволяет уменьшить до минимума крен кузова в стационарных (равномерное, прямолинейное движение) и нестационарных (разгон, торможение, поворот, буксировка прицепа) режимах движения автомобиля, а также минимизировать заметность неровностей на дороге для водителя и пассажиров.
Эта технология позволяет производителям повысить уровень комфорта в автомобиле для различных типов дорог без ущерба для управляемости.
Система работает на основе множества датчиков. Разные производители автомобилей используют различный набор датчиков. Например, компания Фольксваген в своей системе ACC Adaptive Chassis Control (Адаптивное управление шасси) использует три датчика относительного перемещения кузова (два спереди и один сзади) и три датчика ускорения кузова (так же, два спереди и один сзади). Исходя из данных с датчиков блок управления подвеской задаёт различные уровни демпфирования.
В качестве исполнительного механизма вместо привычных масляных амортизаторов используется пневмоэлементы, которые путём изменения давления воздуха адаптируют подвеску к различным дорожным условиям.
- en:MagneRide (магнитная подвеска)